# 송지윤
송지윤(1997년 6월 16일 ~ )은 대한민국의 여자 축구 선수이다.

## 어린 시절
초등학교 육상부에서 활동하던 그녀는 축구에 더 흥미를 보이게 되어 5학년 때 축구부가 있는 성덕초등학교로 전학을 가게 된다. 이후 활약으로 대한민국의 축구 유망주들에거 주어지는 상인 차범근축구상을 수상함과 동시에 연령별 대표팀에도 발탁되게 되었다.